# حمام الحاج محمد سعيدا
حمام الحاج محمد سعيدا (بالفارسية: حمام حاج محمد سعیدا) هو حمام تاريخي يعود إلى القاجاريون، ويقع في أردكان.